# Carrosio
Carrosio é uma comuna italiana da região do Piemonte, província de Alexandria, com cerca de 465 habitantes. Estende-se por uma área de 7,24 km², tendo uma densidade populacional de 65 hab/km². Faz fronteira com Gavi, Voltaggio.

## Demografia
| Variação demográfica do município entre 1861 e 2011                               |
|                                                                                   |
| Fonte: Istituto Nazionale di Statistica (ISTAT) - Elaboração gráfica da Wikipedia |